# Халатово
Хала́тово — железнодорожная станция Новочемодановского сельсовета Лев-Толстовского района Липецкой области.

## Население
| 2010 |
| ---- |
| 3    |